# Astroblème du Nördlinger Ries
Pour les articles homonymes, voir Ries.
L'astroblème du Nördlinger Ries est une dépression située au nord du Danube, dans l'arrondissement de Danube-Ries (ouest de la Bavière, Allemagne).
Sur la base des roches qu'on y trouve, en particulier les suévites, le Nördlinger Ries a d'abord été considéré comme un ancien volcan. En 1960 seulement, on a pu prouver qu'il s'agissait d'un astroblème (la trace de l'impact d'un météoroïde) vieux d'environ 15 millions d'années (Miocène moyen). Il compte parmi les cratères météoritiques les plus importants sur la surface de la Terre.
Le toponyme Ries, que l'on rencontre en de nombreux autres lieux, vient du nom de la province romaine Rætia (Rhétie). Le Nördlinger Ries est presque circulaire et son caractère plat se distingue nettement du paysage accidenté de la Franconie et de la Souabe.

## Description
Le Nördlinger Ries est presque circulaire (environ 22 x 24 kilomètres). Le cratère n'apparaît pas clairement à cause de sa dimension et de l'érosion éolienne. Du sol, on voit le bord du cratère comme une sorte de chaîne de collines qui court autour de l'horizon et couverte de forêts. Le sol du cratère actuel se trouve à environ 100 à 150 mètres au-dessous des points culminants du Jura souabe et Jura franconien. À l'intérieur, on remarque une chaîne de collines circulaire (remblai interne, anneau interne ou anneau cristallin) qui différencie le Nördlinger Ries des autres impacts météoritiques. Dans l'anneau interne, on peut voir la Marienhöhe (« Colline de Marie ») près de Nördlingen, les rochers de Wallerstein ou le « Wennenberg » près d'Alerheim. Dans le Nördlinger Ries on trouve quelques villes et municipalités : Nördlingen, Harburg, Öttingen etc. Un affluent du Danube le traverse de ses nombreux méandres : la Wörnitz.

## Origine

### Théories anciennes
Les caractéristiques géologiques particulières du Ries ont intrigué les géologues pendant plusieurs siècles. Différentes tentatives d'explications ont vu le jour. La présence de suévite et de tuf volcanique ont longtemps fait privilégier la théorie du volcan. En 1805, Mathias von Flurl, fondateur de la géologie en Bavière définit ainsi le Ries comme un ancien volcan.
En 1870, Carl Wilhelm von Gümbel étudie la distribution de la suévite dans le cratère et en conclut à l'existence d'un « Ries-Vulkan » qui a toutefois complètement disparu au cours de l'histoire de la Terre, de sorte qu'il n'y a plus que les roches éjectées par lui qui sont observables.
En 1901, Wilhelm Branco et Eberhard Fraas essayent de démontrer, qu'il ne s'agissait pas d'un volcan. Une chambre magmatique souterraine aurait d'abord soulevé le sous-sol avant d'être envahie par l'eau par des évaporations explosives.
Dès 1910, un officier, Walter Kranz, démontre par des expériences de dynamitage, que le Nördlinger Ries est le résultat d'une seule explosion centrale. Mais il considérait qu'elle était le résultat d'une éruption volcanique.
À côté des théories volcaniques, on envisage aussi l'effet d'un glacier (Deffner en 1870) ou encore la tectonique des plaques en rapport avec la naissance des Alpes.
En fait, personne à l'époque ne pouvait expliquer de manière définitive toutes les particularités du Nördlinger Ries.
Mais en 1904, déjà, Ernst Werner émet l'hypothèse d'un impact météoritique comme explication probable de la naissance du Nördlinger Ries, et en 1936, Otto Stutzer met en évidence des similitudes entre Meteor Crater en Arizona et le Nördlinger Ries.

### La théorie de l'impact météoritique
En 1960, les géologues américains Eugene M. Shoemaker et Edward Chao ont pu enfin prouver, par l'analyse des roches, que le cratère du Nördlinger Ries provenait bien d'un astroblème. En effet, les deux modifications du quartz, dues à de très fortes pressions, ne peuvent pas provenir d'une activité volcanique. En étudiant plus particulièrement la stishovite et la coésite, ils en déduisent l'origine météoritique du Ries, il y a 15 millions d'années.
L'impacteur aurait eu un diamètre d'environ 1,5 km et provenait vraisemblablement de la ceinture d'astéroïdes entre Mars et Jupiter. Sa vitesse d'impact est évaluée à 20 km/s (72 000 km/h). L'explosion qui en résulte équivaut à 1,8 million de fois la bombe d'Hiroshima. 150 km3 de roches ont été éjectées du sous-sol. Des pierres ont été projetées sur une distance de 70 km. On a retrouvé des tectites (Moldavites) à 450 km de l'impact. En quelques minutes, il s'est formé un cratère d'un diamètre de 25 km et d'une profondeur d'environ 500 m. À peu près toute forme de vie dans un rayon d'au moins 100 km a disparu soudainement. Avec le temps, le cratère s'est rempli d'eau sur une surface d'environ 400 km2, ce qui en faisait un des plus grands lacs européens. Sans écoulement des sels, le lac avait la salinité des mers actuelles. Pendant les deux millions d'années suivantes, le lac s'est vidé. Ce n'est qu'à l'âge glaciaire qu'il s'érode et se recouvre de lœss, ce qui fait du Ries une zone agricole particulièrement fertile.

### Événements connexes
À environ 40 km au sud-ouest du Nördlinger Ries se trouve le cratère de Steinheim, de 3,5 km de diamètre. Il daterait également d'environ 15 millions d'années et serait donc contemporain du même événement que le Nördlinger Ries. Deux possibilités envisagées seraient que l'astéroïde ayant causé le cratère principal se soit partiellement désintégré, ou alors que ce soit l'impact d'un système astéroïdal, mais une étude en 2020 a montré que Steinheim est à peu près 500 000 ans plus jeune que le Nördlinger Ries.

## Géologie
Le Nördlinger Ries fait partie des grands impacts météoritiques les mieux conservés sur terre. Son importance au point de vue géologique est donc considérable, tant au sujet des roches enfouies qu'éjectées. Les astronautes des missions de la NASA Apollo 14 et Apollo 17 y ont séjourné du 10 au 14 août 1970 pour se familiariser avec le relief lunaire et la collecte d'échantillons de roches, sous la conduite de Wolf von Engelhardt, Dieter Stöffler et Günther Graup qui les ont initiés aux caractéristiques des roches d'un cratère météoritique.

### Cristallographie

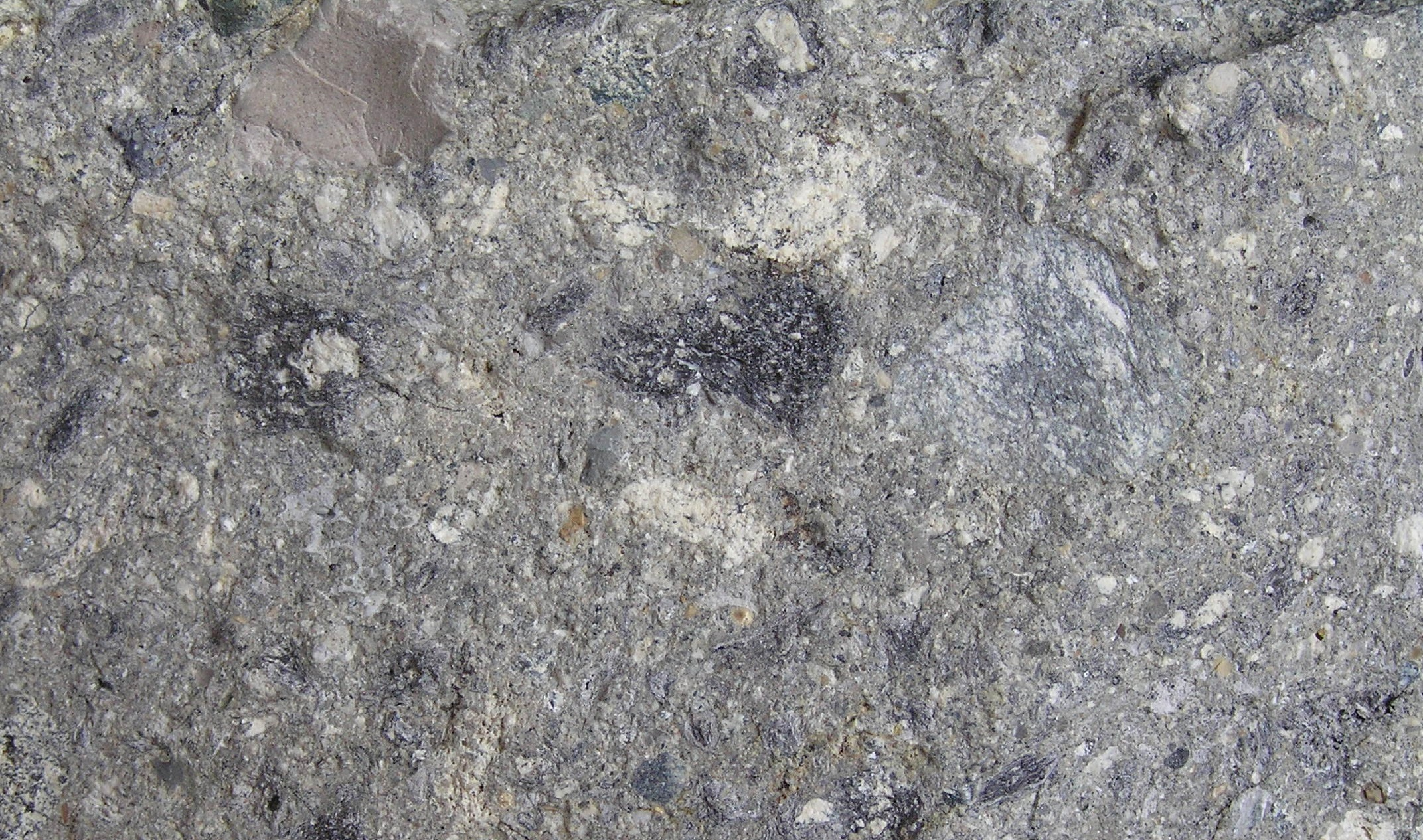
Suévite.

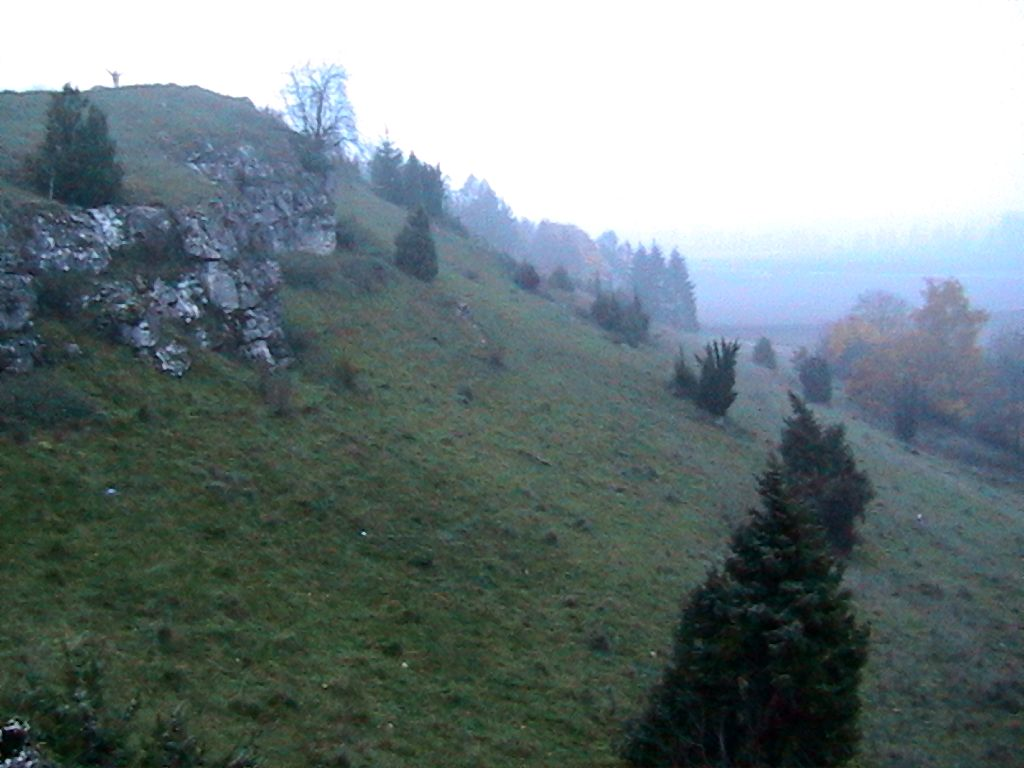
Bord du cratère.

Une deuxième ligne circulaire de collines se trouve à l'intérieur du cratère. La base de ces collines se compose de granit et d'autres roches magmatiques désagrégées sous forme de sable. On trouve occasionnellement des cônes de percussion qui se sont formés juste après l'impact de la météorite. L'anneau central provient du dépôt des roches après le rebond. Le sous-sol cristallin se trouve à 300 ou 400 m dessous. La même configuration se retrouve également au cratère de Steinheim.

### Agglomérats multicolores
Ces roches multicolores forment la masse d'éjection (« éjecta ») principale du Ries. Elles ont été projetées par l'évaporation explosive de la météorite, souvent à plusieurs kilomètres d'altitude (éjection balistique). Il s'agit essentiellement de roches sédimentaires du mésozoïque. Ces agglomérats, qui peuvent mesurer 100 m, se retrouvent jusqu'à une distance de 40 km autour du Ries.

### Suévites

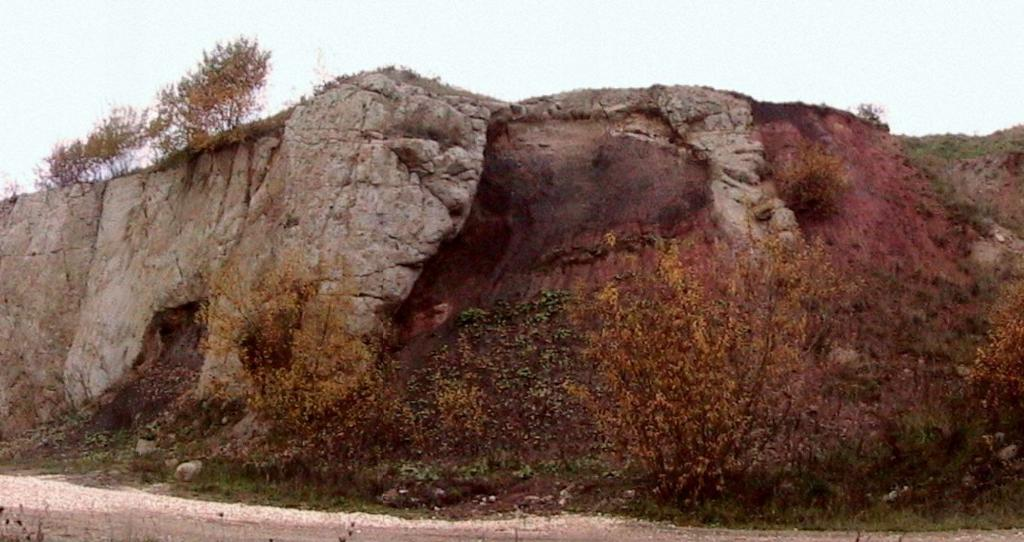
Suévite surmontant les agglomérats multicolores.

Les suévites sont caractéristiques des roches issues de l'impact du Ries. Elles contiennent des verres diaplectiques et quelques minéraux qui n'apparaissent que dans des conditions de pression et de température extrêmement élevées : stishovite et coésite. Günther Graup et Johannes Baier ont pu enfin prouver que les suévites du Ries ont été formées de roches sédimentaire pendant l´impact (cf. Graup 1999, Baier 2007, 2008). Des sondages dans le Ries ont montré que le cratère contient des suévites sur 400 m de profondeur. À l'extérieur du cratère, des dépôts isolés de suévites sont visibles toujours surmontant les agglomérats multicolores. On peut donc conclure qu'ils étaient déposés après l'éjection des agglomérats multicolores et que leur lieu d'origine était probablement la nuée ardente de l'impact.

### Blocs de Reuter
Les blocs de Reuter sont des blocs de calcaire datant du Jurassique qui ont été expulsés très rapidement du cratère et qui se sont envolés jusqu'à 70 km à la ronde, bien que certains pèsent environ 100 kg. On les trouve encore actuellement près d'Augsbourg et d'Ulm. Ils sont nommés ainsi d'après le géologue munichois Lothar Reuter qui les a étudiés et référencés.

### Moldavite
On trouve des tectites comme la moldavite à 250 - 400 km du Ries, en Bohême et en Moravie. Ce sont des silicates fondus d'aspect vitreux, produits par une température élevée. Le lien avec le Ries a été prouvé par des expériences sur l'âge de ces tectites et sur des projectiles soumis à une forte accélération. Aujourd'hui, on croit que ces tectites se sont formées quelques millisecondes avant l'impact, quand la couche supérieure de la surface terrestre, fondue, a été projetée vers l'est à une vitesse très élevée.

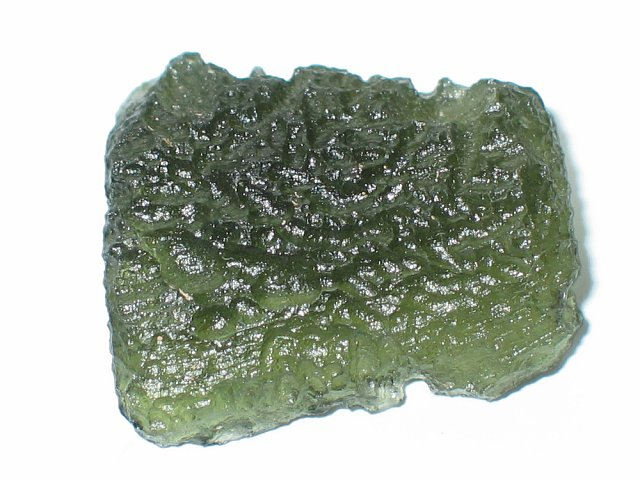
Moldavite.

### Sédiments lacustres
De nos jours, l'intérieur du cratère est presque complètement rempli avec les sédiments de l'ancien lac de Ries. Les dépôts de pierre d'argile atteignent une profondeur de 400 m et recouvrent les suévites retombées après l'impact. Des fossiles témoignent toutefois d'une vie aquatique au cours du Miocène. On a trouvé fréquemment des coquilles de petites limaces d'eau et d'huîtres. Différents sites recèlent de fossiles d'oiseaux, de reptiles, de poissons et de mammifères. La flore est représentée par des fossiles d'algues, de roseaux et de feuilles d'arbres.

### Profil géologique

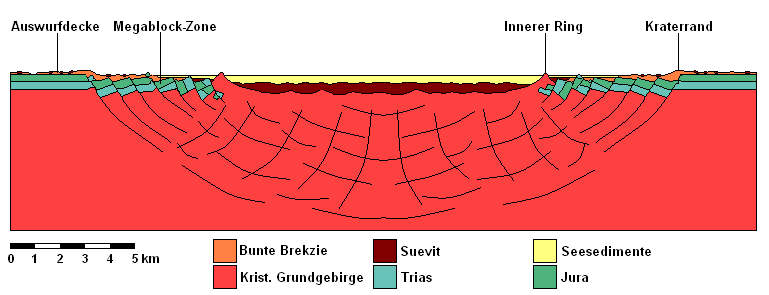
Profil géologique : le profil simplifié et schématique basé sur les références énumérées ci-dessous.

- Auswurfdecke : couche extérieure (ejecta)
- Megablock-Zone : zone de gros rochers
- Innerer Ring : anneau interne
- Kraterrand : bord du cratère
- Bunte Brekzie : agglomérats multicolores
- Kristallines Grundgebirge : socle cristallin
- Suevite : suévites
- Trias : Trias
- Seesediment : sédiments lacustres
- Jura : Jurassique

## Peuplement
D'après les fouilles archéologiques, le peuplement du Nördlinger Ries remonte à 40 000 ans, au Paléolithique. Sur deux sites sur le bord du cratère, près de Nördlingen, on a découvert 33 crânes humains datés d'environ 10 000 ans.
Les Romains ont établi trois « castrum » sur le Nördlinger Ries, à 20 km au sud du Limes. Les fouilles prouvent l'existence de populations civiles à proximité des camps. Ces populations se livraient à des activités artisanales et commerciales. La province romaine s'appelait « Raetia », mot à l'origine de l'appellation actuelle « Ries ».
En 259, les Alamans chassent les Romains. Ils sont à l'origine des populations actuelles de la Souabe.

## Environnement

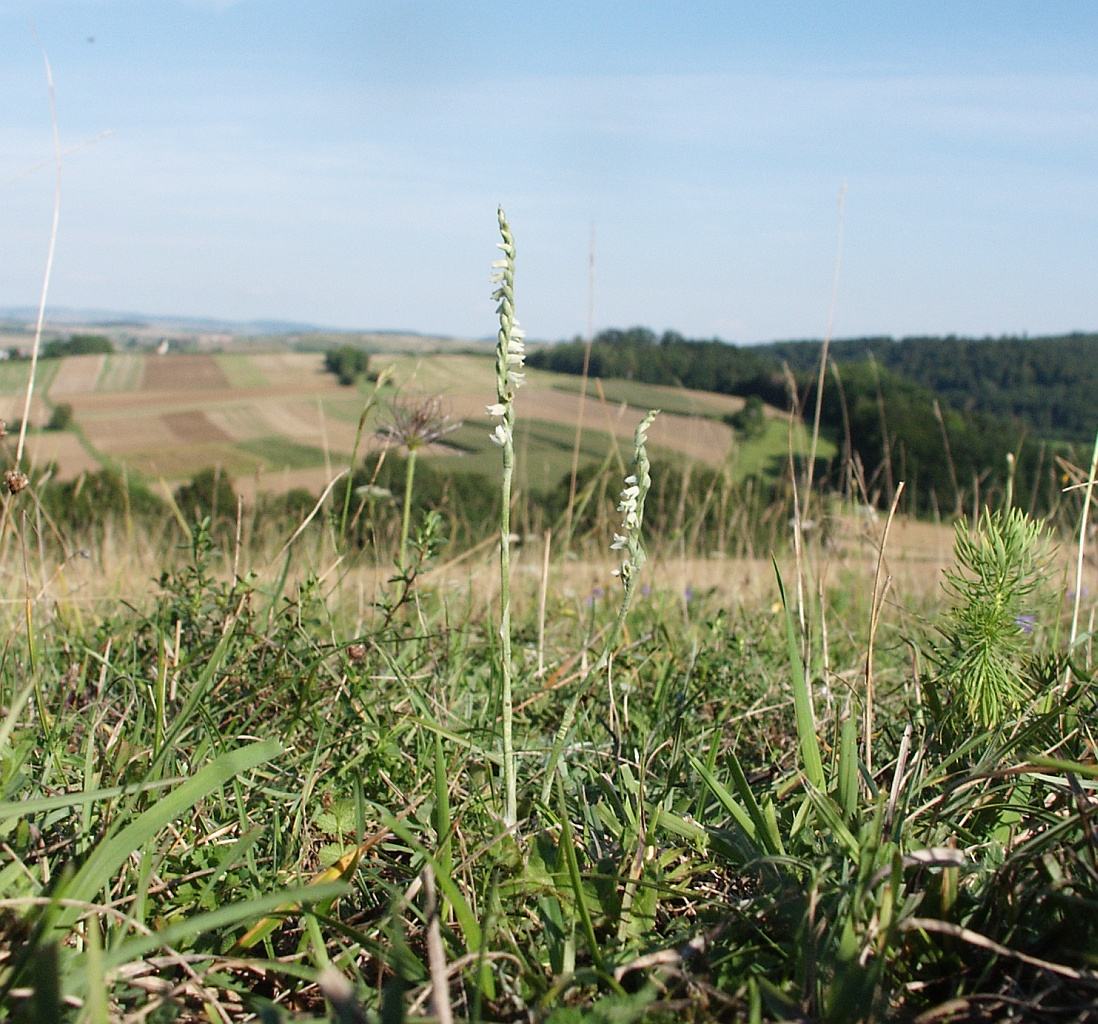
La Spiranthe d'automne (Spiranthes spiralis).

Le cratère proprement dit est essentiellement voué à l'agriculture et est légèrement boisé. Par contre, les bords sont couverts de grandes surfaces boisées.

### Flore
Au sud et à l'ouest du cratère, des surfaces plus ou moins importantes de lande sont couvertes de bruyère et de genévrier. Elles sont classées réserves naturelles.
On trouve également, comme plantes typiques :
- le seseli annuel (Seseli annuum) ;
- l'œillet des Chartreux (Dianthus carthusianorum) ;
- la Carline acaule (Carlina acaulis) ;
- la Spiranthe d'automne (Spiranthes spiralis) (rare) ;
- le dictamme (Dictamnus albus) ;
- l'illécèbre verticillé (Illecebrum verticillatum).

Depuis le début des années 1990, le Nördlinger Ries est l'objet d'un projet d'agriculture extensive. Sur certaines parcelles sont apparues de nouvelles plantes spécifiques : l'adonis d'été (Adonis aestivalis), la Nonée brune (Nonea pulla) et le miroir de Vénus (Legousia speculum-veneris).

## Tourisme
Le Nördlinger Ries est un centre de tourisme important. Le grand nombre de touristes japonais est particulièrement surprenant. En effet, le centre historique de la vieille ville de Nördlingen est attractif pour des touristes, de même la proximité du cratère de Ries et le musée « Rieskrater-Museum » qui lui est consacré. Le « Stadtmuseum » de Nördlingen, le musée bavarois du chemin de fer et le musée de la vie rurale à Maihingen sont des curiosités très appréciées. Le Ries se trouve sur la route romantique près des villes de Nördlingen, Harburg et Donauwörth. L'Albstrasse Schwäbische (la route du Haut Souabe) prend fin à Nördlingen. En outre, le Ries est une « Naherholungsgebiet » (= « région de villégiature à proximité d'une grande ville »).

## Honneur
L'astéroïde (4327) Ries est nommé en son honneur.